# Hosszúnyakú ékszerteknős
A hosszúnyakú ékszerteknős (Deirochelys reticularia) a teknősök (Testitudines) rendjébe és a mocsáriteknős-félék (Emydidae) családjába tartozó Deirochelys nem egyetlen faja.

## Előfordulása
Az Amerikai Egyesült Államok délkeleti részén honos. Kisebb tavakban és mocsarakban élnek, melyekben az alja lágy iszapos.

## Megjelenése
Testhossza 11-21 centiméter.

## Életmódja
Fiatalabb korában inkább ebihalakkal, folyami rákokkal és különböző gerinctelen állatokkal táplálkozik, idősebb korában már növényeket is eszik.

## Szaporodás
Rendszerint 5-12 tojást rak egy-egy alkalommal.